# Fuhlsbüttel
Fuhlsbüttel (en baix alemany ídem) és un barri del bezirk d'Hamburg-Nord a la ciutat estat d'Hamburg a Alemanya. El 2011 tenia 11.979 habitants sobre una superfície de 6,6 km². La major part del territori està ocupada per l'aeroport d'Hamburg.
Se situa a la riba esquerra de l'Alster a l'oest, toca amb Garstedt (Norderstedt-Slesvig-Holstein) i Langenhorn, Hummelsbüttel, Ohlsdorf, Alsterdorf, Groß Borstel i Niendorf. Fora de l'Alster, està regat pel Tarpenbek i el Raakmoorgraben.

## Història
El primer esment del poble Fulesbotle que significa assentament a l'aiguamoll, data del 1283. quan el comte Gerard de Holstein va transferir el territori a l'Hamburguès Joan vom Berge. El 1358, un cert Frederic Hamma va vendre el territori a la ciutat d'Hamburg. El poble tenia un paper estratègic, com que es trobava a un gual a l'Alster. Al marc del projecte de connectar Hamburg amb Lübeck pel canal Alster-Trave s'hi va construir una primera resclosa el 1448. que existeix després de moltes transformacions fins avui, però aquesta parcel·la del territori original es troba avui administrativament a Ohlsdorf.
Tret de la seva posició estratègica a la ruta Hamburg-Lübeck i a la ruta Hamburg-Kiel (l'Ossenpad) el terra era arenós i poc fèrtil i va quedar un poble rural i boscós, poc poblat. L'activitat econòmica major es passava a l'entorn de la resclosa i dels dos molins d'aigua. De 1641 a 1686 va ser ocupat per les tropes daneses. El 1746, Hamburg va arrencar el bosc i vendre la fusta i crear així més terres de conreu. El 1831 tenia 443 habitants.

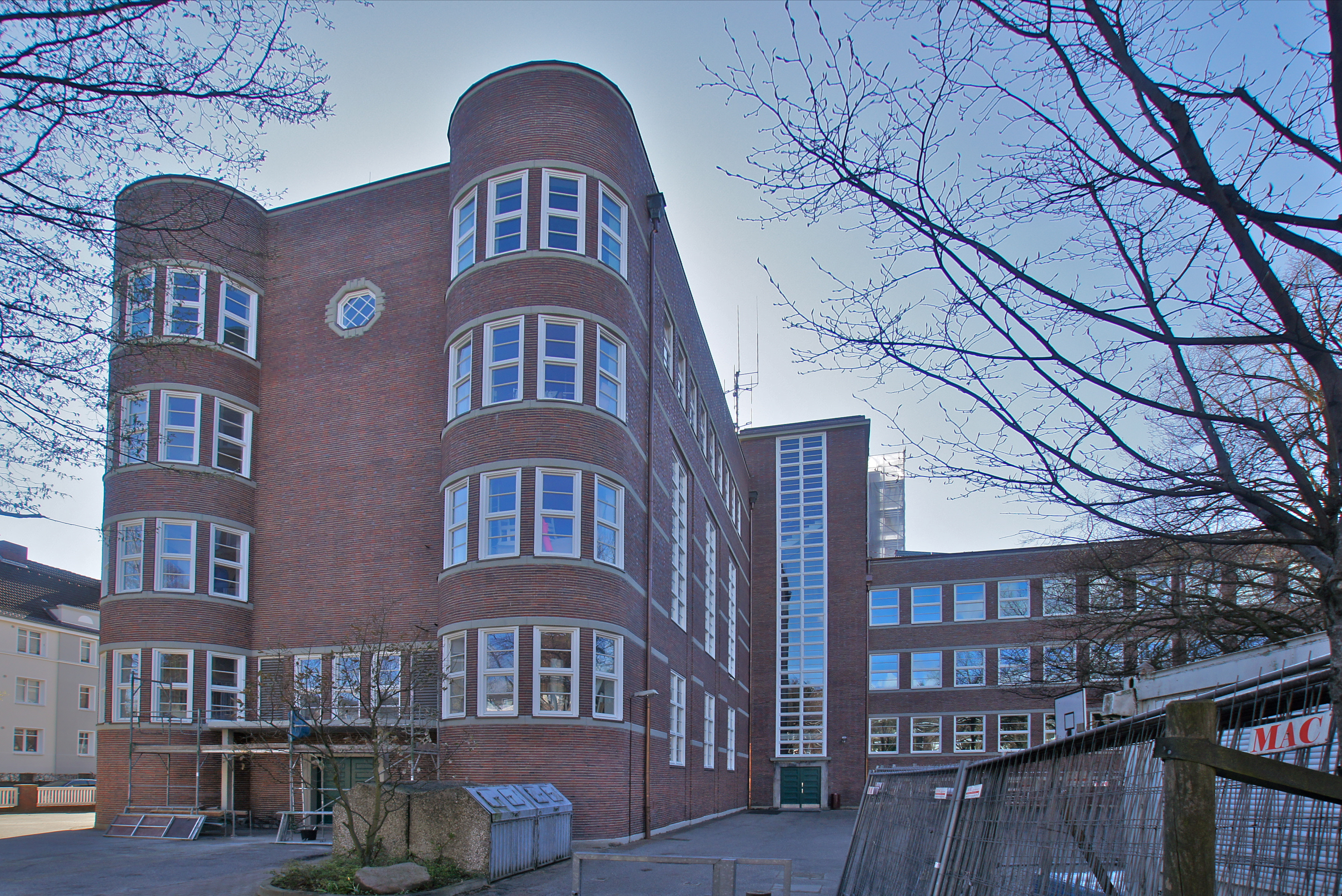
Gymnasium Alstertal

El 1865, l'ajuntament d'Hamburg va decidir de construir una presó i una casa de beneficència per als pobres, ben lluny del centre urbà de llavors. Les institucions i el seu personal van necessitar millors connexions (primer remolc de cavalls, més tard tramvia i les línies del metro U1 i S1, que del seu costat van contribuir a la urbanització del poble. El 1893 va obtenir una primera església luterana. Posteriorment l'ajuntament va redissenyar les fronteres dels barris i la presó es troba actualment a Ohlsdorf, però mantingué el seu nom de sempre Institut penitenciàri de Fuhlsbüttel, popularment conegut com a Santa Fu.
Un segon gran projecte van impremtar el poble, quan el 1911 va obrir-se el primer aeroport. Després de la primera guerra mundial, el 1919, amb la línia Hamburg-Berlín va crear-se la primera línia aèria del món. Al mateix any, va obrir-se la primera escola mitjana, que el 1930 a causa de l'augment del nombre creixent d'escolars va transferir-se a un edifici nou, dissenyat per Fritz Schumacher, on queda fins a l'actualitat.

## Economia

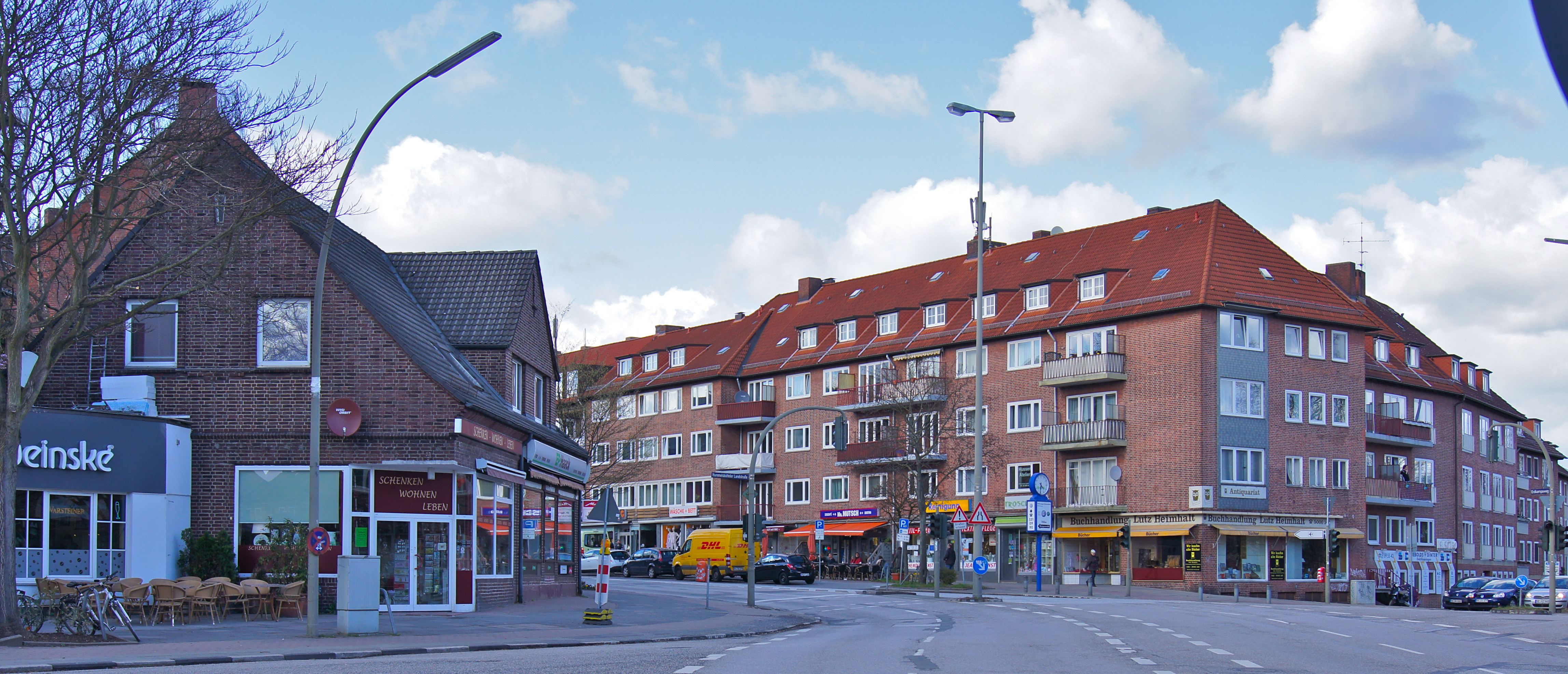
Botegues al carrer major Erdkampsweg

L'activitat econòmica es concentra a l'entorn del polígon industrial de l'aeroport, que conté les empreses de serveis al transport de passatgers, de manteniment (Lufthansa Technik) i altres empreses a qui li fan falta connexions aèries ràpides. En tenir tres estacions del metro (Hamburg Airport, Fuhlsbüttel i Fuhlsbüttel-Nord) que connecten el barri en 20 minuts amb el centre de la ciutat, atrau molts habitants, malgrat el soroll inevitable. De més, hi ha unes pimes disperses, unes escoles de barri i un gymnasium, junts amb els negocis de propietat al carrer major Erdkampsweg.

## Llocs d'interès
- Aeroport d'Hamburg*
- El parc públic, Wacholderpark, dissenyat el 1910 per l'arquitecte Leberecht Migge, el primer parc alemany amb un parc infantil.
- El Gymnasium Alstertal, un edifici destacable del qual les formes exteriors i l'escala típica, dissenyades per Fritz Schumacher i inaugurat el 1930, van conservar-se fins avui.
- El sender al llarg de l'Alster Alsterwanderweg

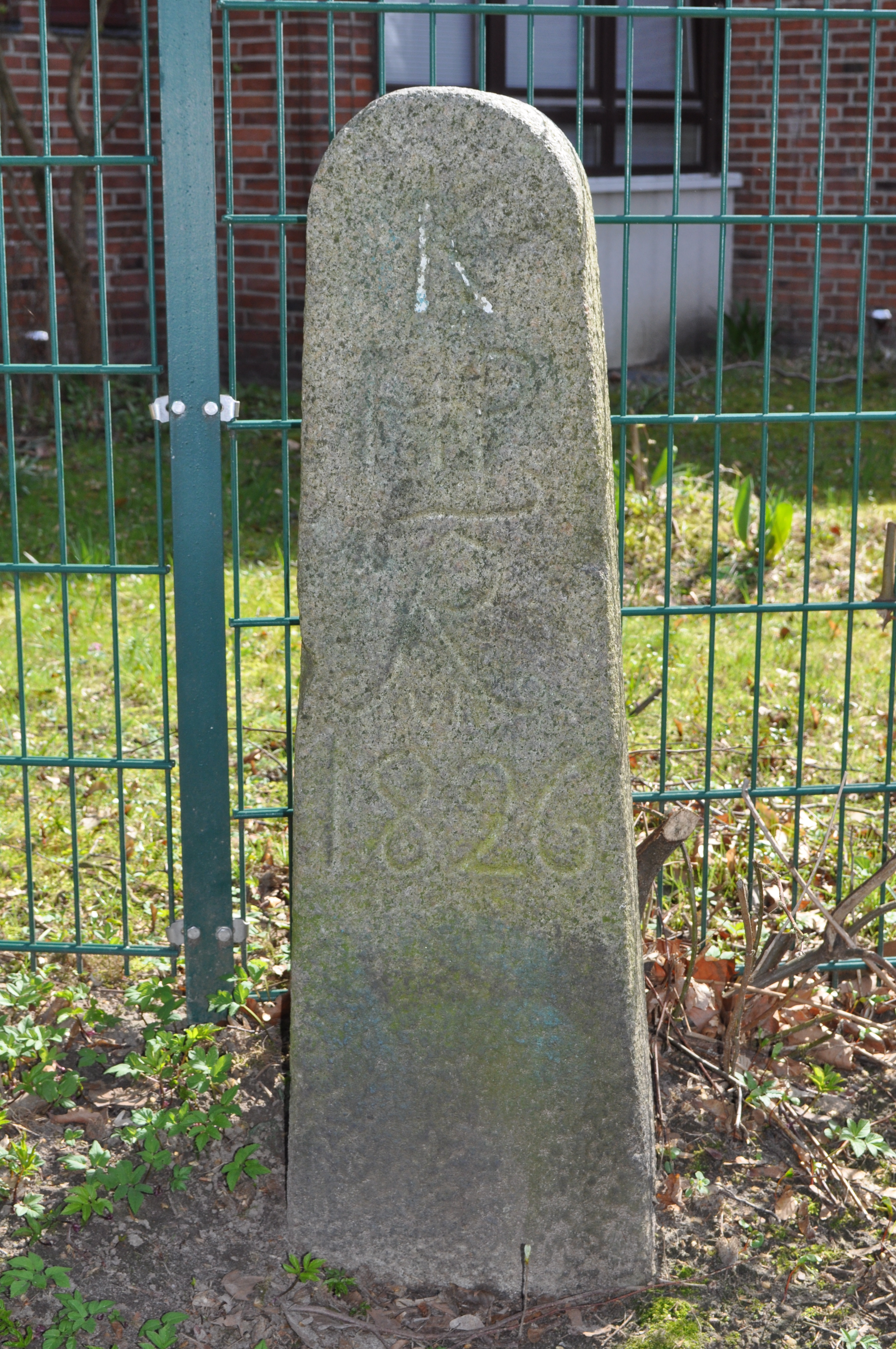
Fita del 1826 a l'antiga frontera entre Fuhlsbüttel (Hamburg) i Hummelsbüttel (Dinamarca)
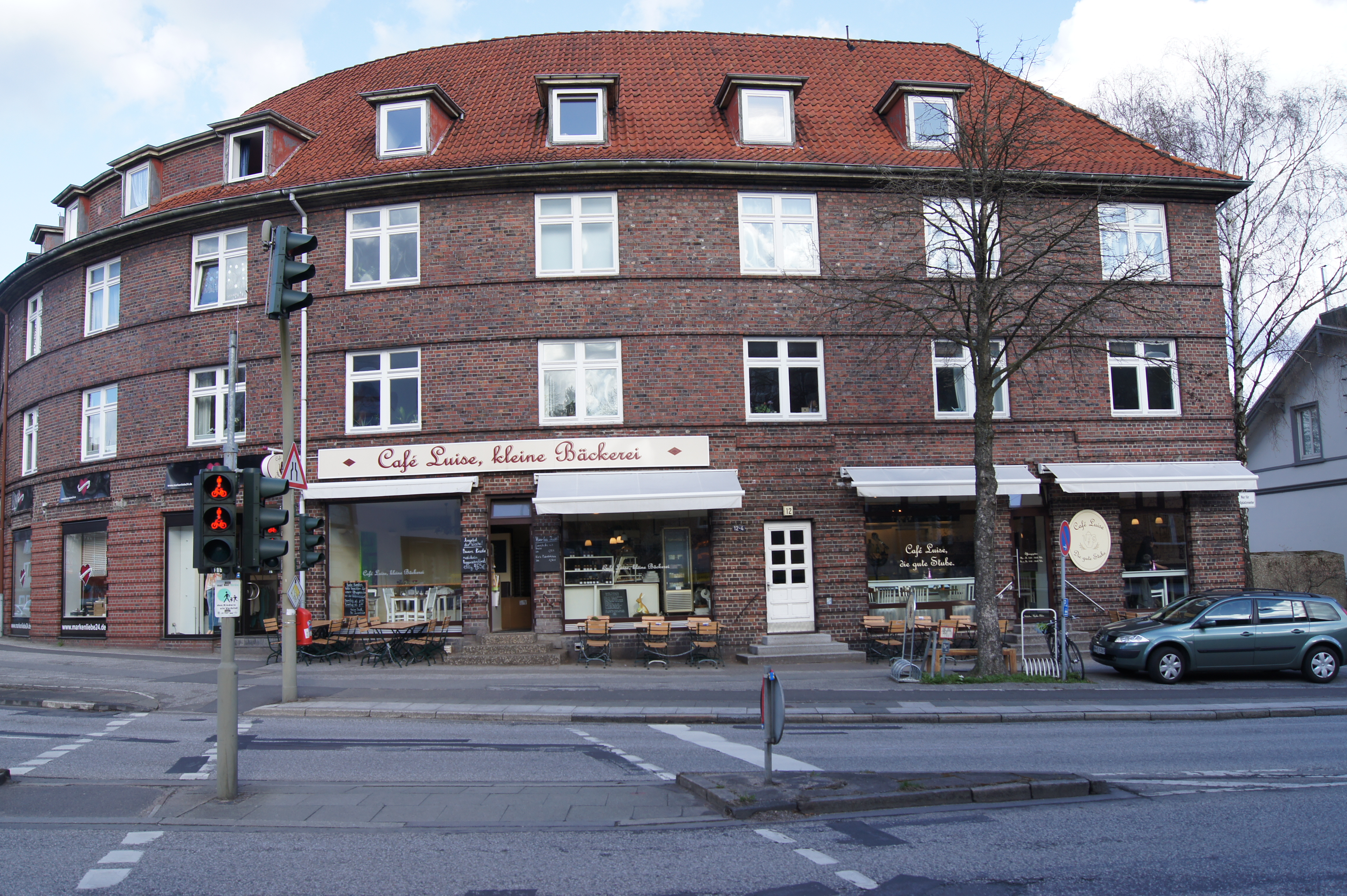
Una fleca artesanal a un edifici de l'arquitecte Karl Schneider
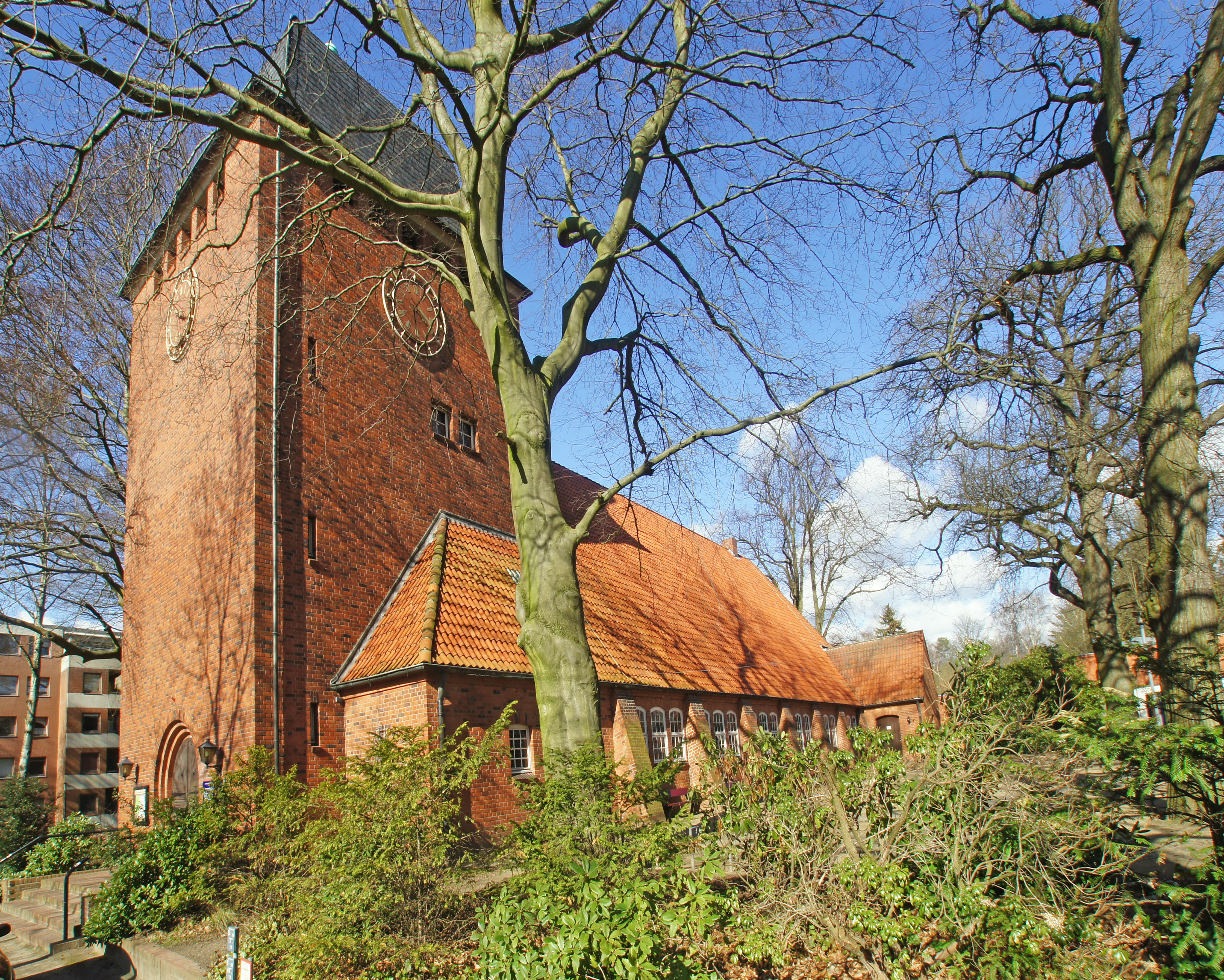
Església de Lluc
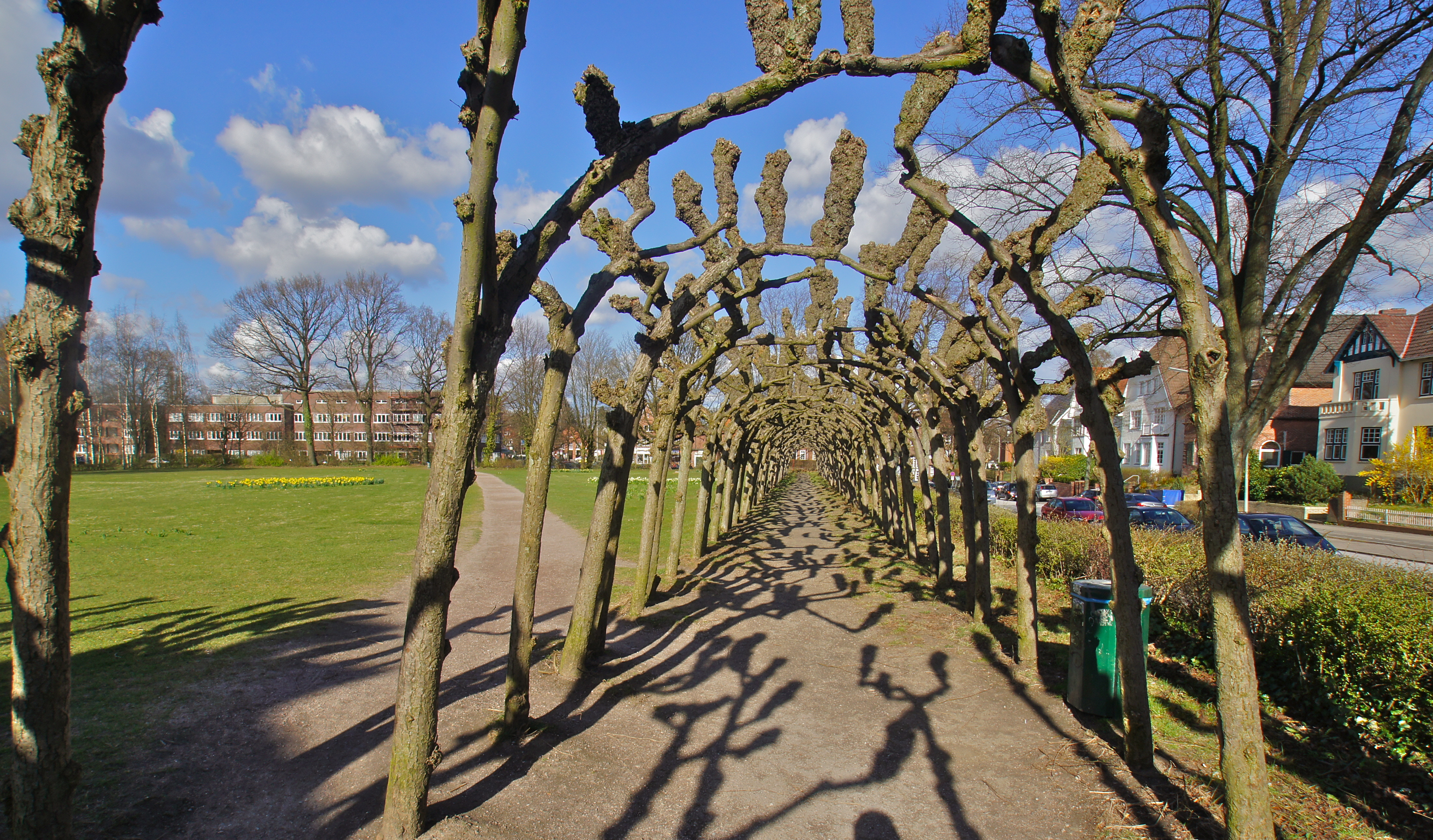
El Wacholderpark
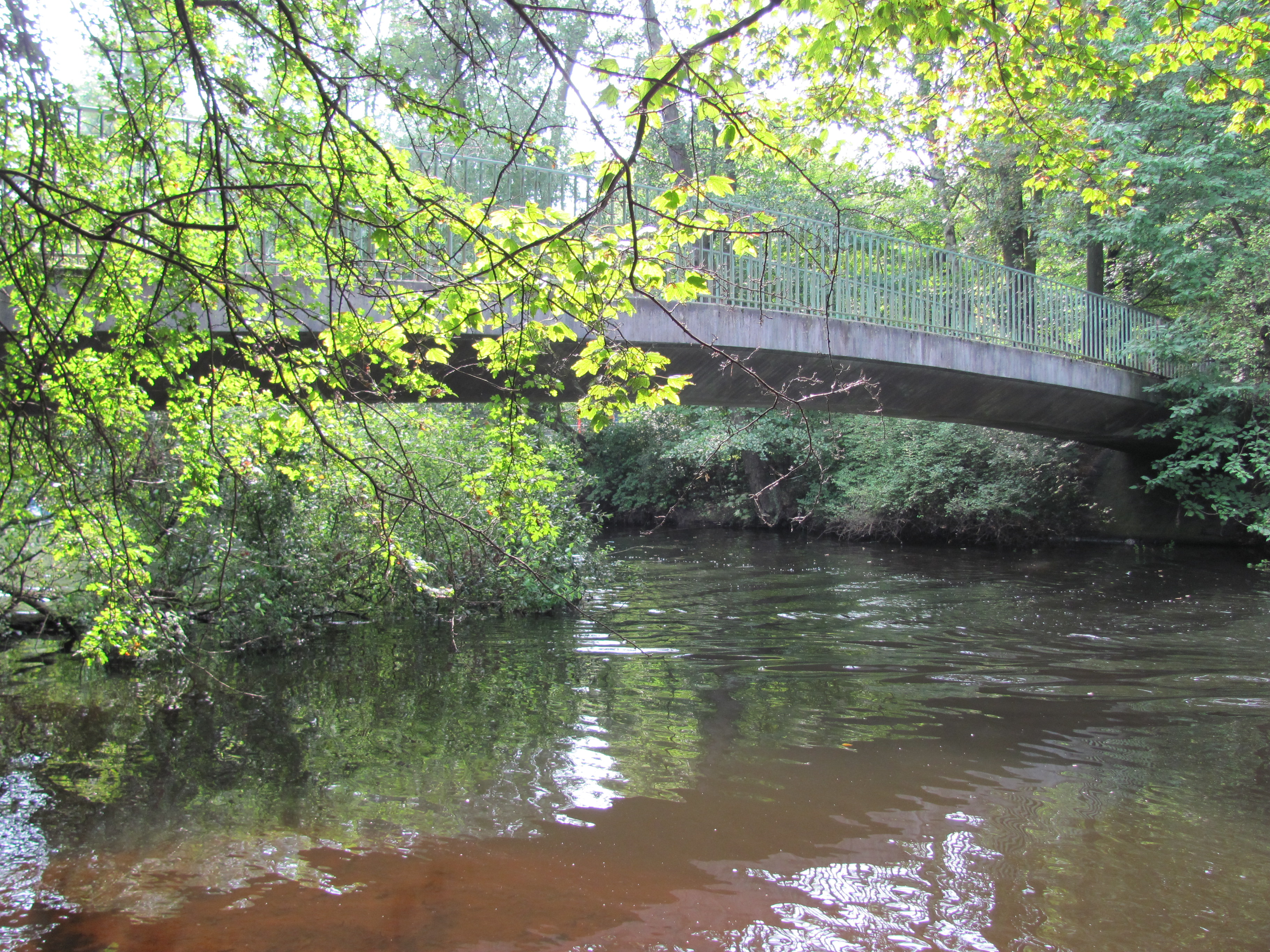
Pont per a vianants a l'Alsterpark
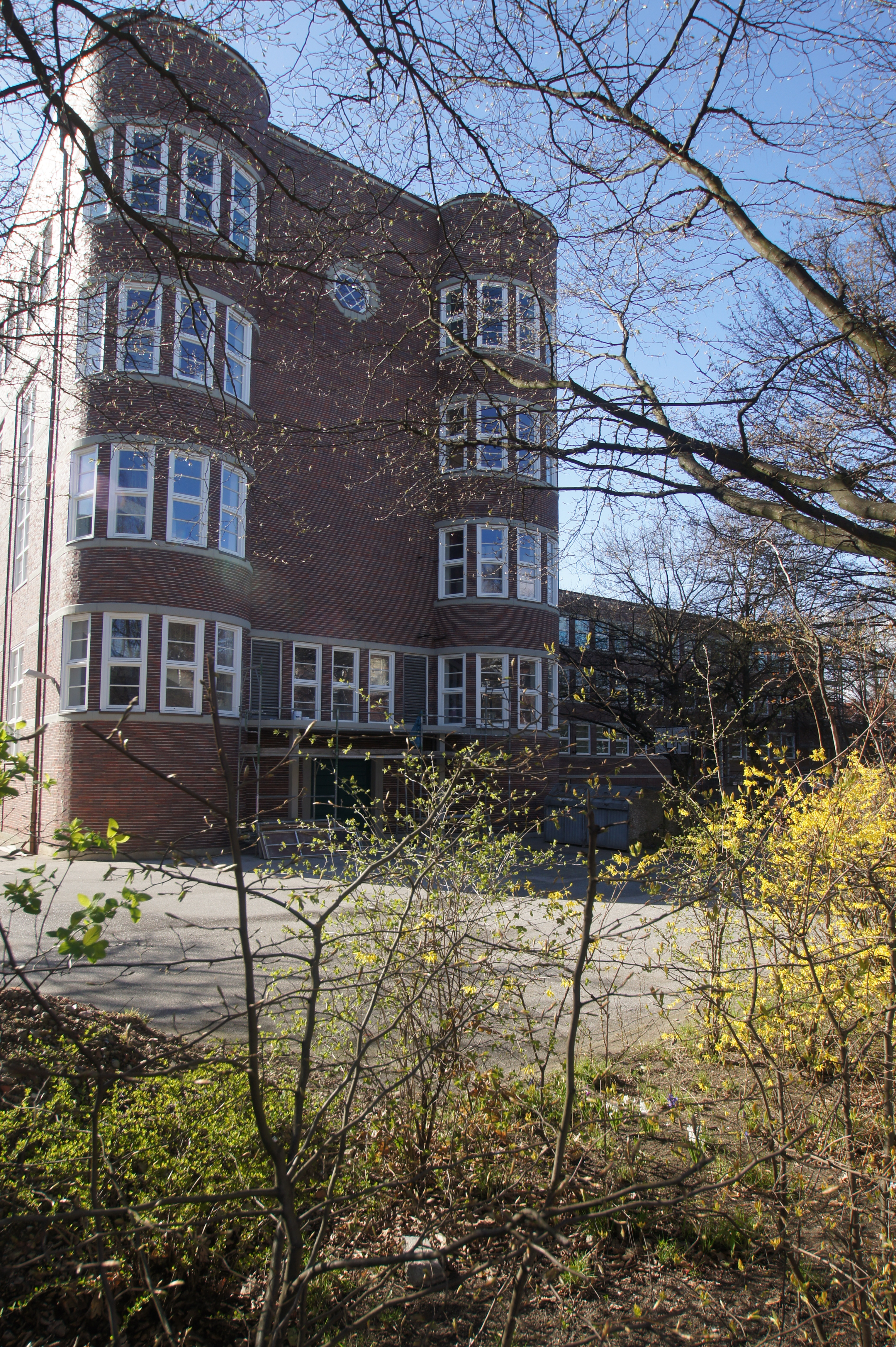
Gymnasium Alstertal
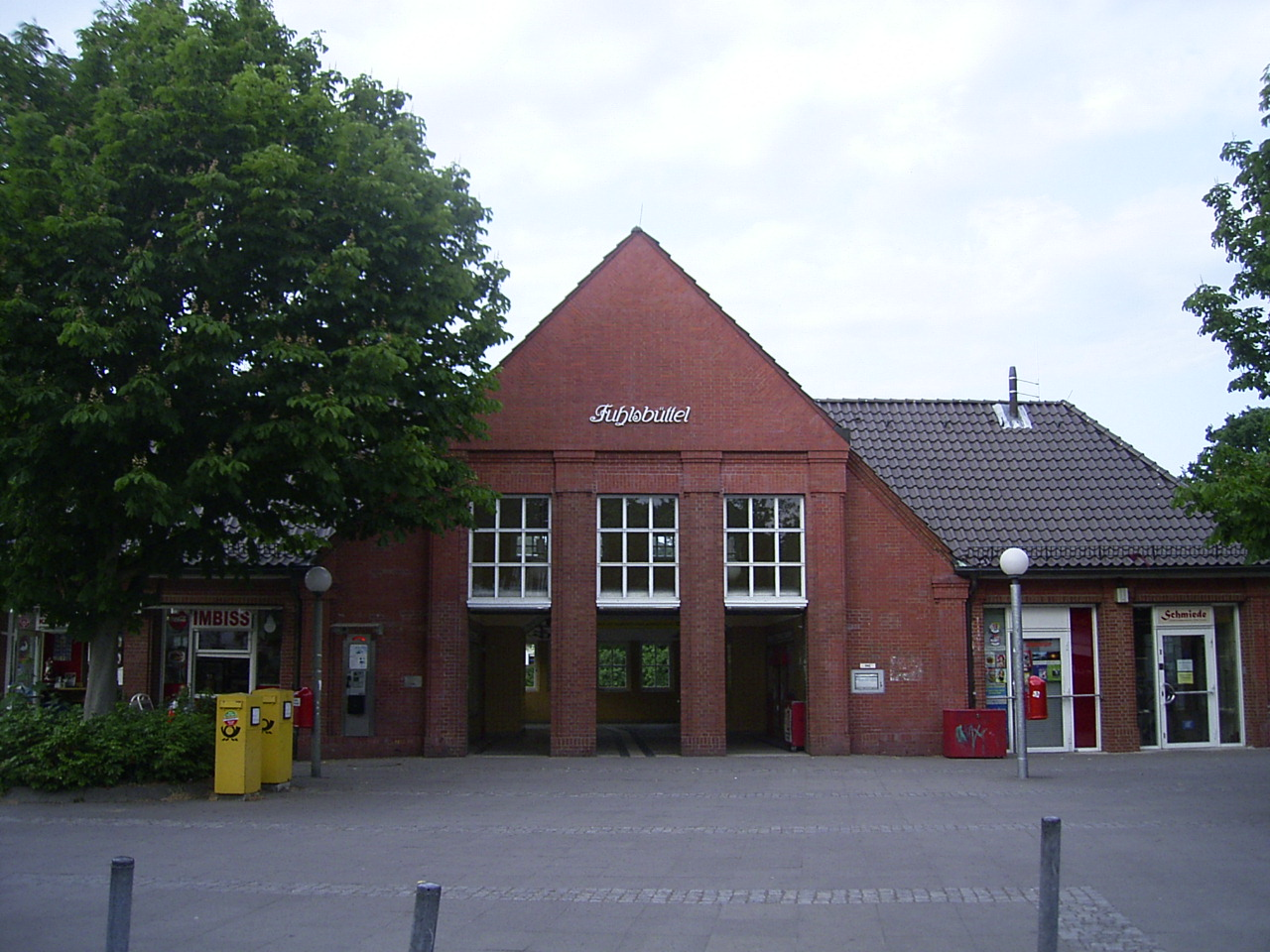
Estació de la U1